# Aleksandr Guieorguievitch Ivanov
Aleksandr Guieorguievitch Ivanov (en russe : Алекса́ндр Гео́ргиевич Ивано́в) est un ancien joueur désormais entraîneur soviétique puis russe de volley-ball né le 10 novembre 1961. Il mesure 2,09 m et jouait central. Il est international soviétique.

## Clubs
| Club            | De        | À         |
| --------------- | --------- | --------- |
| Dinamo Moscou   | 1978-1979 | 1993-1994 |
| Iskra Odintsovo | 1994-1995 | 1994-1995 |

## Palmarès
- Coupe du monde
  - Finaliste : 1985
- Championnat d'Europe (1)
  - Vainqueur : 1985
- Coupe des Coupes (1)
  - Vainqueur : 1985
- Championnat d'URSS
  - Finaliste : 1984, 1985, 1988, 1989